# Listă de actrițe - U
|  | Listă de actrițe \| \| Listă de actrițe - U \| Liste alfabetice de actori și actrițe \| Listă de actori A - B - C - D - E - F - G - H - I - J - K - L - M - N - O - P - Q - R - S - T - U - V - W - X - Y - Z |

## Actrițe - U
| - Aya Ueto - Gisela Uhlen (* 1919) - Susanne Uhlen (* 1955) - Connie Ullman | - Ethel Ullman - Gretchen Ullman - Janna Ullman - Karrie Ullman | - Liv Ullmann (* 1938) - Sheryl Ullman - Tracey Ullman - Vallie Ullman |

## Actori
|  | Listă de actori \| \| Listă de actrițe \| Liste alfabetice de actori și actrițe \| Listă de actori A - B - C - D - E - F - G - H - I - J - K - L - M - N - O - P - Q - R - S - T - U - V - W - X - Y - Z |